# 香港七三
《香港73》是1974年由香港邵氏電影公司拍攝製作的經典粵語電影，由楚原執導，背景是香港1973年炒股票熱潮時香港社會百態。通貨膨脹、假股票、大閘蟹、排隊輪廉租屋、輪公立醫院服務，遇老千、香港10點半全港熄燈令、劏死牛、無綫電視遊戲節目《過三關》。香港社會問題多，小市民心聲，港產片處境劇，諷刺社會人性，亦有人人為我精神。
《香港73》原著是無綫電視高收視情境劇集《七十三》，後改編為本電影。1973年，同由楚原執導的邵氏粵語電影《七十二家房客》香港票房大捷，而《香港73》遂亦動員不少邵氏及無綫藝人演出。包括：岳華、井莉、石修、劉午琪、汪禹、凌雲、譚炳文、何守信、李香琴、梁天、俞明等。

## 外部連結
- 香港影庫上《香港73》的資料（繁體中文）
- 时光网上《香港73》的資料（简体中文）
- 豆瓣电影上《香港73》的資料 （简体中文）
- 互联网电影数据库（IMDb）上《香港73》的资料（英文）